# Faux Coupable (téléfilm, 2012)
Pour les articles homonymes, voir Faux Coupable.
Faux Coupable est un téléfilm franco-belge réalisé par Didier Le Pêcheur et diffusé le 10 octobre 2012 sur France 2.

## Synopsis
Louise est harcelée par un amant d'un soir car il est persuadé qu'elle est la femme de sa vie.

## Fiche technique
- Réalisateur : Didier Le Pêcheur
- Scénario : d'après le roman de John Katzenbach The Wrong Man
- Durée : 105 min
- Pays :  France,  Belgique
- Dates de diffusion : 
  - 7 mai 2011 sur RTBF (Belgique)
  - 10 octobre 2012 sur France 2 (France)

## Distribution
- Aurélien Recoing : Daniel Varini
- Marianne Basler : Isabelle Varini
- Emma de Caunes : Lena Hemont
- Lola Naymark : Louise Varini
- Guillaume Gouix : Jordan d'Artois
- avec la participation de Jackie Berroyer : le père de Jordan
- et la participation de Marie-Pierre Casey : Mme Horowitz
- Danièle Denie: Catherine
- Thierry de Coster: Liebman
- Francis Adam: Jean
- Christian Labeau: M.Maertens
- Odile Mathieu: Conseillère d’éducation
- Cloé Xhauflaire: Proviseur lycée
- Fabrice Colombero: Adjudant
- Josée Laprun: Voisine du père de Jordan
- Paul-Marie Manin: Président aux Assises
- Olivier Bonjour: Patron du bar
- Jonathan Riggio: Voisin Louise
- Marie Lecomte: Secrétaire fac
- Marcel Bergez: Bâtonnier
- Frederic Miroir: Tatoueur

## Autour du film
Le film a été tourné en :
| - Moselle - Metz - Uckange - Communauté d'agglomération du Val de Fensch - Usine sidérurgique d'Uckange - Aéroport Metz-Nancy-Lorraine - Chanville - Chapelle Notre Dame du Chêne d'Hémilly | - Belgique - Molenbeek - Forest - Linkebeek - Schaerbeek - Bruxelles - Ixelles - Halles Saint-Géry |